# Saison 2021-2022 des Kings de Sacramento
La saison 2021-2022 des Kings de Sacramento est la 77e saison de la franchise (73e saison en NBA) et la 37e saison dans la ville de Sacramento.
Le 20 août 2021, la ligue annonce que la saison régulière démarre le 19 octobre 2021, avec un format typique de 82 matchs. 
Le 22 novembre 2021, Luke Walton est remercié par la franchise, après un début de saison à 6-11 et est remplacé par Alvin Gentry. Le transfert notable au cours de la saison concerne Tyrese Haliburton qui est envoyé aux Pacers de l'Indiana, en échange de Domantas Sabonis.
Le 4 avril 2022, les Kings sont éliminés de la course aux playoffs, symbolisant la 16e saison de la franchise sans participation aux playoffs, ce qui constitue un record historique en NBA, pour la plus longue disette de séries éliminatoires dans l'histoire de la ligue.
La franchise termine à la dernière place de la division Pacifique et à la 12e place de la conférence Ouest. À l'issue de la saison, Gentry n'est pas renouvelé au poste d'entraîneur.

## Draft
| Tour | Choix | Joueur          | Poste | Nationalité | Provenance          |
| ---- | ----- | --------------- | ----- | ----------- | ------------------- |
| 1    | 9     | Davion Mitchell | PG    | États-Unis  | Bears de Baylor     |
| 2    | 39    | Neemias Queta   | C     | Portugal    | Aggies d'Utah State |

## Matchs

### Summer League
| Summer League Total: 5-2 |

| Match | Date match | Équipe       | Score        | Meilleur marqueur    | Meilleur rebondeur | Meilleur passeur     | Lieux Spectateurs | Série |
| ----- | ---------- | ------------ | ------------ | -------------------- | ------------------ | -------------------- | ----------------- | ----- |
| 1     | 3 août     | Golden State | D 82-89 (OT) | Davion Mitchell (23) | Emanuel Terry (14) | Matt Coleman III (4) | Golden 1 Center 0 | 0 - 1 |
| 2     | 4 août     | L.A. Lakers  | D 74-84      | Louis King (19)      | Emanuel Terry (9)  | Trois joueurs (2)    | Golden 1 Center 0 | 0 - 2 |

| Match | Date match | Équipe     | Score    | Meilleur marqueur     | Meilleur rebondeur    | Meilleur passeur    | Lieux                | Série |
| ----- | ---------- | ---------- | -------- | --------------------- | --------------------- | ------------------- | -------------------- | ----- |
| 1     | 9 août     | Charlotte  | V 80-70  | Jahmi'us Ramsey (22)  | Queta, Terry (6)      | Davion Mitchell (9) | Thomas & Mack Center | 1 - 0 |
| 2     | 10 août    | Washington | V 89-75  | Louis King (16)       | Emanuel Terry (10)    | Metu, Mitchell (4)  | Cox Pavilion         | 2 - 0 |
| 3     | 13 août    | Memphis    | V 90-75  | Mitchell, Ramsey (19) | Chimezie Metu (9)     | Davion Mitchell (4) | Cox Pavilion         | 3 - 0 |
| 4     | 15 août    | Dallas     | V 86-70  | Louis King (18)       | Terry, Woodard II (8) | Davion Mitchell (5) | Cox Pavilion         | 4 - 0 |
| 5     | 17 août    | Boston     | V 100-67 | Louis King (21)       | Emanuel Terry (15)    | Davion Mitchell (7) | Thomas & Mack Center | 5 - 0 |

### Pré-saison
| Pré-saison Total: 4-0 (Domicile : 2-0; Extérieur : 2-0) |

| Match | Date match | Équipe          | Score     | Meilleur marqueur    | Meilleur rebondeur    | Meilleur passeur      | Lieux Spectateurs    | Série |
| ----- | ---------- | --------------- | --------- | -------------------- | --------------------- | --------------------- | -------------------- | ----- |
| 1     | 4 octobre  | Phoenix         | V 117-106 | Harrison Barnes (18) | Richaun Holmes (8)    | Tyrese Haliburton (5) | Golden 1 Center 0    | 1 - 0 |
| 2     | 6 octobre  | @ L.A. Clippers | V 113-98  | De'Aaron Fox (23)    | Tristan Thompson (11) | Tyrese Haliburton (5) | Staples Center 8 122 | 2 - 0 |
| 3     | 11 octobre | @ Portland      | V 107-93  | Davion Mitchell (20) | Chimezie Metu (7)     | De'Aaron Fox (5)      | Moda Center 0        | 3 - 0 |
| 4     | 14 octobre | L.A. Lakers     | V 116-112 | De'Aaron Fox (21)    | Richaun Holmes (10)   | De'Aaron Fox (5)      | Golden 1 Center 0    | 4 - 0 |

### Saison régulière
| Saison régulière Total: 30-52 (Domicile : 16-25; Extérieur : 14-27) |

| Match | Date match | Équipe                | Score     | Meilleur marqueur    | Meilleur rebondeur   | Meilleur passeur      | Lieux Spectateurs               | Série |
| ----- | ---------- | --------------------- | --------- | -------------------- | -------------------- | --------------------- | ------------------------------- | ----- |
| 1     | 20 octobre | @ Portland            | V 124-121 | Harrison Barnes (36) | Richaun Holmes (11)  | De'Aaron Fox (8)      | Moda Center 17 467              | 1 - 0 |
| 2     | 22 octobre | Utah                  | D 101-110 | Harrison Barnes (25) | Harrison Barnes (15) | Tyrese Haliburton (6) | Golden 1 Center 17 583          | 1 - 1 |
| 3     | 24 octobre | Golden State          | D 107-119 | Harrison Barnes (24) | Richaun Holmes (11)  | Tyrese Haliburton (9) | Golden 1 Center 13 876          | 1 - 2 |
| 4     | 27 octobre | @ Phoenix             | V 110-107 | Buddy Hield (26)     | Richaun Holmes (12)  | De'Aaron Fox (9)      | Footprint Center 14 678         | 2 - 2 |
| 5     | 29 octobre | @ La Nouvelle-Orléans | V 113-109 | De'Aaron Fox (23)    | Harrison Barnes (12) | Tyrese Haliburton (8) | Smoothie King Center 17 507     | 3 - 2 |
| 6     | 31 octobre | @ Dallas              | D 99-105  | Richaun Holmes (22)  | Richaun Holmes (13)  | Harrison Barnes (5)   | American Airlines Center 19 231 | 3 - 3 |

| Match | Date match  | Équipe              | Score           | Meilleur marqueur    | Meilleur rebondeur   | Meilleur passeur       | Lieux Spectateurs              | Série  |
| ----- | ----------- | ------------------- | --------------- | -------------------- | -------------------- | ---------------------- | ------------------------------ | ------ |
| 7     | 2 novembre  | @ Utah              | D 113-119       | Harrison Barnes (23) | Richaun Holmes (10)  | De'Aaron Fox (9)       | Vivint Smart Home Arena 18 306 | 3 - 4  |
| 8     | 3 novembre  | La Nouvelle-Orléans | V 112-99        | Harrison Barnes (23) | Harrison Barnes (8)  | Davion Mitchell (8)    | Golden 1 Center                | 4 - 4  |
| 9     | 5 novembre  | Charlotte           | V 140-110       | Buddy Hield (26)     | Richaun Holmes (20)  | De'Aaron Fox (9)       | Golden 1 Center 14 905         | 5 - 4  |
| 10    | 7 novembre  | Indiana             | D 91-94         | Harrison Barnes (22) | Richaun Holmes (9)   | Davion Mitchell (6)    | Golden 1 Center 12 993         | 5 - 5  |
| 11    | 8 novembre  | Phoenix             | D 104-109       | Harrison Barnes (26) | Richaun Holmes (8)   | De'Aaron Fox (5)       | Golden 1 Center 13 566         | 5 - 6  |
| 12    | 10 novembre | @ San Antonio       | D 117-136       | De'Aaron Fox (37)    | Richaun Holmes (12)  | Fox, Mitchell (6)      | AT&T Center 15 065             | 5 - 7  |
| 13    | 12 novembre | @ Oklahoma City     | D 103-105       | Harrison Barnes (21) | Richaun Holmes (15)  | Tyrese Haliburton (7)  | Paycom Center 12 881           | 5 - 8  |
| 14    | 15 novembre | @ Détroit           | V 129-107       | Buddy Hield (22)     | Chimezie Metu (10)   | Tyrese Haliburton (10) | Little Caesars Arena 10 092    | 6 - 8  |
| 15    | 17 novembre | @ Minnesota         | D 97-107        | De'Aaron Fox (28)    | Tristan Thompson (9) | De'Aaron Fox (5)       | Target Center 13 108           | 6 - 9  |
| 16    | 19 novembre | Toronto             | D 89-108        | De'Aaron Fox (17)    | Jones, Metu (9)      | Davion Mitchell (4)    | Golden 1 Center 13 159         | 6 - 10 |
| 17    | 20 novembre | Utah                | D 105-123       | Richaun Holmes (22)  | Harrison Barnes (8)  | Harrison Barnes (5)    | Golden 1 Center 13 180         | 6 - 11 |
| 18    | 22 novembre | Philadelphie        | D 94-102        | De'Aaron Fox (23)    | Buddy Hield (9)      | Tyrese Haliburton (9)  | Golden 1 Center 13 948         | 6 - 12 |
| 19    | 24 novembre | Portland            | V 125-121       | Buddy Hield (22)     | Bagley, Thompson (8) | Fox, Haliburton (6)    | Golden 1 Center 14 997         | 7 - 12 |
| 20    | 26 novembre | @ L.A. Lakers       | V 141-137 (3OT) | De'Aaron Fox (34)    | Len, Metu (7)        | Tyrese Haliburton (9)  | Staples Center 18 997          | 8 - 12 |
| 21    | 28 novembre | @ Memphis           | D 101-128       | Buddy Hield (14)     | Chimezie Metu (11)   | Davion Mitchell (6)    | FedExForum 12 844              | 8 - 13 |
| 22    | 30 novembre | L.A. Lakers         | D 92-117        | Richaun Holmes (27)  | Chimezie Metu (11)   | Tyrese Haliburton (6)  | Golden 1 Center 12 459         | 8 - 14 |

| Match | Date match   | Équipe          | Score     | Meilleur marqueur      | Meilleur rebondeur    | Meilleur passeur       | Lieux Spectateurs                 | Série   |
| ----- | ------------ | --------------- | --------- | ---------------------- | --------------------- | ---------------------- | --------------------------------- | ------- |
| 23    | 1er décembre | @ L.A. Clippers | V 124-115 | De'Aaron Fox (24)      | Richaun Holmes (11)   | Tyrese Haliburton (11) | Staples Center 17 217             | 9 - 14  |
| 24    | 4 décembre   | L.A. Clippers   | V 104-99  | Terence Davis (28)     | Marvin Bagley (11)    | Fox, Haliburton (5)    | Golden 1 Center 15 004            | 10 - 14 |
| 25    | 8 décembre   | Orlando         | V 142-130 | De'Aaron Fox (33)      | Tristan Thompson (10) | Tyrese Haliburton (11) | Golden 1 Center 15 364            | 11 - 14 |
| 26    | 10 décembre  | @ Charlotte     | D 123-124 | De'Aaron Fox (31)      | Marvin Bagley (10)    | Tyrese Haliburton (7)  | Spectrum Center 16 335            | 11 - 15 |
| 27    | 11 décembre  | @ Cleveland     | D 103-117 | Buddy Hield (21)       | Damian Jones (8)      | Davion Mitchell (5)    | Rocket Mortgage FieldHouse 19 432 | 11 - 16 |
| 28    | 13 décembre  | @ Toronto       | D 101-124 | De'Aaron Fox (29)      | Marvin Bagley (11)    | Davion Mitchell (6)    | Scotiabank Arena 19 463           | 11 - 17 |
| 29    | 15 décembre  | Washington      | V 119-105 | De'Aaron Fox (28)      | Tyrese Haliburton (8) | Tyrese Haliburton (9)  | Golden 1 Center 13 806            | 12 - 17 |
| 30    | 17 décembre  | Memphis         | D 105-124 | Tyrese Haliburton (21) | Chimezie Metu (11)    | Tyrese Haliburton (10) | Golden 1 Center 14 659            | 12 - 18 |
| 31    | 19 décembre  | San Antonio     | V 121-114 | Buddy Hield (29)       | Jones, Thompson (8)   | Tyrese Haliburton (11) | Golden 1 Center 15 091            | 13 - 18 |
| 32    | 20 décembre  | @ Golden State  | D 98-113  | Tyrese Haliburton (24) | Tristan Thompson (9)  | Tyrese Haliburton (11) | Chase Center 18 064               | 13 - 19 |
| 33    | 22 décembre  | L.A. Clippers   | D 89-105  | Tyrese Haliburton (22) | Chimezie Metu (10)    | Tyrese Haliburton (13) | Golden 1 Center 15 386            | 13 - 20 |
| 34    | 26 décembre  | Memphis         | D 102-127 | Tyrese Haliburton (18) | Harrison Barnes (7)   | Tyrese Haliburton (7)  | Golden 1 Center 15 685            | 13 - 21 |
| 35    | 28 décembre  | Oklahoma City   | V 117-111 | Tyrese Haliburton (24) | Damian Jones (14)     | Tyrese Haliburton (10) | Golden 1 Center 14 750            | 14 - 21 |
| 36    | 29 décembre  | Dallas          | V 95-94   | De'Aaron Fox (16)      | Chimezie Metu (8)     | Tyrese Haliburton (10) | Golden 1 Center 16 071            | 15 - 21 |
| 37    | 31 décembre  | Dallas          | D 96-112  | Tyrese Haliburton (17) | Damian Jones (8)      | Tyrese Haliburton (10) | Golden 1 Center 15 833            | 15 - 22 |

| Match | Date match | Équipe         | Score     | Meilleur marqueur      | Meilleur rebondeur  | Meilleur passeur       | Lieux Spectateurs            | Série   |
| ----- | ---------- | -------------- | --------- | ---------------------- | ------------------- | ---------------------- | ---------------------------- | ------- |
| 38    | 2 janvier  | Miami          | V 115-113 | Buddy Hield (26)       | Damian Jones (10)   | Tyrese Haliburton (12) | Golden 1 Center 13 699       | 16 - 22 |
| 39    | 4 janvier  | @ L.A. Lakers  | D 114-122 | De'Aaron Fox (30)      | Marvin Bagley (12)  | Tyrese Haliburton (9)  | Crypto.com Arena 17 919      | 16 - 23 |
| 40    | 5 janvier  | Atlanta        | D 102-108 | De'Aaron Fox (30)      | Marvin Bagley (12)  | De'Aaron Fox (6)       | Golden 1 Center 13 104       | 16 - 24 |
| 41    | 7 janvier  | @ Denver       | D 111-121 | De'Aaron Fox (30)      | Alex Len (10)       | Tyrese Haliburton (6)  | Ball Arena 15 966            | 16 - 25 |
| 42    | 9 janvier  | @ Portland     | D 88-103  | Tyrese Haliburton (17) | Alex Len (10)       | Tyrese Haliburton (9)  | Moda Center 16 408           | 16 - 26 |
| 43    | 10 janvier | Cleveland      | D 108-109 | Tyrese Haliburton (21) | Bagley, Len (10)    | Tyrese Haliburton (8)  | Golden 1 Center 12 110       | 16 - 27 |
| 44    | 12 janvier | L.A. Lakers    | V 125-116 | De'Aaron Fox (29)      | Marvin Bagley (9)   | Tyrese Haliburton (10) | Golden 1 Center 12 199       | 17 - 27 |
| 45    | 14 janvier | Houston        | V 126-114 | De'Aaron Fox (27)      | Marvin Bagley (13)  | Tyrese Haliburton (12) | Golden 1 Center 12 857       | 18 - 27 |
| 46    | 16 janvier | Houston        | D 112-118 | Buddy Hield (27)       | Chimezie Metu (7)   | Davion Mitchell (7)    | Golden 1 Center 13 601       | 18 - 28 |
| 47    | 19 janvier | Détroit        | D 131-133 | Terence Davis (35)     | Marvin Bagley (9)   | De'Aaron Fox (8)       | Golden 1 Center 12 907       | 18 - 29 |
| 48    | 22 janvier | @ Milwaukee    | D 127-133 | Harrison Barnes (29)   | Buddy Hield (8)     | Tyrese Haliburton (12) | Fiserv Forum 17 341          | 18 - 30 |
| 49    | 25 janvier | @ Boston       | D 75-128  | Buddy Hield (11)       | Richaun Holmes (9)  | Tyrese Haliburton (7)  | TD Garden 19 156             | 18 - 31 |
| 50    | 26 janvier | @ Atlanta      | D 104-121 | Harrison Barnes (28)   | Harrison Barnes (9) | Tyrese Haliburton (7)  | State Farm Arena 15 080      | 18 - 32 |
| 51    | 29 janvier | @ Philadelphie | D 101-103 | Tyrese Haliburton (38) | Bagley, Holmes (9)  | Tyrese Haliburton (7)  | Wells Fargo Center 20 380    | 18 - 33 |
| 52    | 31 janvier | @ New York     | D 96-116  | Tyrese Haliburton (21) | Richaun Holmes (7)  | Tyrese Haliburton (8)  | Madison Square Garden 15 925 | 18 - 34 |

| Match                  | Date match | Équipe          | Score     | Meilleur marqueur     | Meilleur rebondeur    | Meilleur passeur       | Lieux Spectateurs        | Série   |
| ---------------------- | ---------- | --------------- | --------- | --------------------- | --------------------- | ---------------------- | ------------------------ | ------- |
| 53                     | 2 février  | Brooklyn        | V 112-101 | Harrison Barnes (19)  | Chimezie Metu (12)    | Tyrese Haliburton (11) | Golden 1 Center 13 153   | 19 - 34 |
| 54                     | 3 février  | @ Golden State  | D 114-126 | Davion Mitchell (26)  | Tyrese Haliburton (6) | Davion Mitchell (8)    | Chase Center 18 064      | 19 - 35 |
| 55                     | 5 février  | Oklahoma City   | V 113-103 | Harrison Barnes (24)  | Maurice Harkless (11) | Tyrese Haliburton (17) | Golden 1 Center 14 097   | 20 - 35 |
| 56                     | 8 février  | Minnesota       | D 114-134 | De'Aaron Fox (29)     | Chimezie Metu (8)     | De'Aaron Fox (6)       | Golden 1 Center 12 409   | 20 - 36 |
| 57                     | 9 février  | Minnesota       | V 132-119 | Harrison Barnes (30)  | Domantas Sabonis (14) | Davion Mitchell (7)    | Golden 1 Center 12 527   | 21 - 36 |
| 58                     | 12 février | @ Washington    | V 123-110 | De'Aaron Fox (26)     | Domantas Sabonis (11) | Domantas Sabonis (7)   | Capital One Arena 14 169 | 22 - 36 |
| 59                     | 14 février | @ Brooklyn      | D 85-109  | De'Aaron Fox (26)     | Domantas Sabonis (9)  | De'Aaron Fox (3)       | Barclays Center 16 873   | 22 - 37 |
| 60                     | 16 février | @ Chicago       | D 118-125 | De'Aaron Fox (33)     | Domantas Sabonis (12) | De'Aaron Fox (9)       | United Center 19 166     | 22 - 38 |
| NBA All-Star Game 2022 |            |                 |           |                       |                       |                        |                          |         |
| 61                     | 24 février | Denver          | D 110-128 | Domantas Sabonis (33) | Domantas Sabonis (14) | Domantas Sabonis (5)   | Golden 1 Center 15 855   | 22 - 39 |
| 62                     | 26 février | @ Denver        | D 110-115 | De'Aaron Fox (26)     | Domantas Sabonis (16) | De'Aaron Fox (19)      | Ball Arena 19 520        | 22 - 40 |
| 63                     | 28 février | @ Oklahoma City | V 131-110 | De'Aaron Fox (29)     | Domantas Sabonis (16) | De'Aaron Fox (10)      | Paycom Center 13 945     | 23 - 40 |

| Match | Date match | Équipe                | Score          | Meilleur marqueur     | Meilleur rebondeur    | Meilleur passeur     | Lieux Spectateurs               | Série   |
| ----- | ---------- | --------------------- | -------------- | --------------------- | --------------------- | -------------------- | ------------------------------- | ------- |
| 64    | 2 mars     | @ La Nouvelle-Orléans | D 95-125       | De'Aaron Fox (25)     | Domantas Sabonis (14) | Domantas Sabonis (7) | Smoothie King Center 15 490     | 23 - 41 |
| 65    | 3 mars     | @ San Antonio         | V 115-112      | Harrison Barnes (27)  | Domantas Sabonis (12) | De'Aaron Fox (9)     | AT&T Center 13 049              | 24 - 41 |
| 66    | 5 mars     | @ Dallas              | D 113-114      | De'Aaron Fox (44)     | Domantas Sabonis (10) | Fox, Sabonis (6)     | American Airlines Center 20 060 | 24 - 42 |
| 67    | 7 mars     | New York              | D 115-131      | De'Aaron Fox (24)     | Domantas Sabonis (13) | De'Aaron Fox (7)     | Golden 1 Center 14 720          | 24 - 43 |
| 68    | 9 mars     | Denver                | D 100-106      | De'Aaron Fox (32)     | Trey Lyles (9)        | De'Aaron Fox (10)    | Golden 1 Center 14 697          | 24 - 44 |
| 69    | 12 mars    | @ Utah                | D 125-134      | De'Aaron Fox (41)     | Richaun Holmes (6)    | De'Aaron Fox (11)    | Vivint Smart Home Arena 18 306  | 24 - 45 |
| 70    | 14 mars    | Chicago               | V 112-103      | De'Aaron Fox (34)     | Trey Lyles (11)       | Barnes, Fox (6)      | Golden 1 Center 15 943          | 25 - 45 |
| 71    | 16 mars    | Milwaukee             | D 126-135      | Domantas Sabonis (22) | Trey Lyles (12)       | Fox, Sabonis (7)     | Golden 1 Center 15 864          | 25 - 46 |
| 72    | 18 mars    | Boston                | D 97-126       | Domantas Sabonis (30) | Domantas Sabonis (20) | Donte DiVincenzo (8) | Golden 1 Center 15 313          | 25 - 47 |
| 73    | 20 mars    | Phoenix               | D 124-127 (OT) | Davion Mitchell (28)  | Domantas Sabonis (12) | Davion Mitchell (9)  | Golden 1 Center 17 583          | 25 - 48 |
| 74    | 23 mars    | @ Indiana             | V 110-109      | Davion Mitchell (25)  | DiVincenzo, Jones (6) | Donte DiVincenzo (8) | Gainbridge Fieldhouse 14 227    | 26 - 48 |
| 75    | 26 mars    | @ Orlando             | V 114-110 (OT) | Davion Mitchell (22)  | Trey Lyles (18)       | Davion Mitchell (9)  | Amway Center 16 366             | 27 - 48 |
| 76    | 28 mars    | @ Miami               | D 100-123      | Davion Mitchell (21)  | Chimezie Metu (9)     | Davion Mitchell (9)  | FTX Arena 19 600                | 27 - 49 |
| 77    | 30 mars    | @ Houston             | V 121-118      | Trey Lyles (24)       | Damian Jones (9)      | Davion Mitchell (8)  | Toyota Center 13 365            | 28 - 49 |

| Match | Date match | Équipe              | Score     | Meilleur marqueur    | Meilleur rebondeur   | Meilleur passeur     | Lieux Spectateurs       | Série   |
| ----- | ---------- | ------------------- | --------- | -------------------- | -------------------- | -------------------- | ----------------------- | ------- |
| 78    | 1er avril  | @ Houston           | V 122-117 | Harrison Barnes (25) | Damian Jones (17)    | Davion Mitchell (10) | Toyota Center 14 857    | 29 - 49 |
| 79    | 3 avril    | Golden State        | D 90-109  | Harrison Barnes (18) | Harrison Barnes (10) | Davion Mitchell (9)  | Golden 1 Center 17 583  | 29 - 50 |
| 80    | 5 avril    | La Nouvelle-Orléans | D 109-123 | Damian Jones (22)    | Harrison Barnes (6)  | Davion Mitchell (17) | Golden 1 Center 16 047  | 29 - 51 |
| 81    | 9 avril    | @ L.A. Clippers     | D 98-117  | Davion Mitchell (22) | Chimezie Metu (10)   | Davion Mitchell (7)  | Crypto.com Arena 17 568 | 29 - 52 |
| 82    | 10 avril   | @ Phoenix           | V 116-109 | Damian Jones (19)    | Lyles, Metu (7)      | Davion Mitchell (15) | Footprint Center 17 071 | 30 - 52 |

### Confrontations en saison régulière
| Conférence Est      | Conférence Est                              | Conférence Est                              | Conférence Ouest                            | Conférence Ouest                            | Conférence Ouest                            | Conférence Ouest                            | Conférence Ouest                            |
| Division Atlantique | Division Atlantique                         | Division Atlantique                         | Division Nord-Ouest                         | Division Nord-Ouest                         | Division Nord-Ouest                         | Division Nord-Ouest                         | Division Nord-Ouest                         |
| Équipe              | Domicile                                    | Extérieur                                   | Équipe                                      | Domicile                                    | Domicile                                    | Extérieur                                   | Extérieur                                   |
| ------------------- | ------------------------------------------- | ------------------------------------------- | ------------------------------------------- | ------------------------------------------- | ------------------------------------------- | ------------------------------------------- | ------------------------------------------- |
| Boston              | 97-126                                      | 75-128                                      | Denver                                      | 110-128                                     | 100-106                                     | 111-121                                     | 110-115                                     |
| Brooklyn            | 112-101                                     | 85-109                                      | Minnesota                                   | 114-134                                     | 132-119                                     | 97-107                                      |                                             |
| New York            | 115-131                                     | 96-116                                      | Oklahoma City                               | 117-111                                     | 113-103                                     | 103-105                                     | 131-110                                     |
| Philadelphie        | 94-102                                      | 101-103                                     | Portland                                    | 125-121                                     |                                             | 124-121                                     | 88-103                                      |
| Toronto             | 89-108                                      | 101-124                                     | Utah                                        | 101-110                                     | 105-123                                     | 113-119                                     | 125-134                                     |
|                     | 1-4                                         | 0-5                                         |                                             | 4-5                                         | 4-5                                         | 2-7                                         | 2-7                                         |
| Division            | 1-9                                         | 1-9                                         | Division                                    | 6-12                                        | 6-12                                        | 6-12                                        | 6-12                                        |
| Division Centrale   | Division Centrale                           | Division Centrale                           | Division Pacifique                          | Division Pacifique                          | Division Pacifique                          | Division Pacifique                          | Division Pacifique                          |
| Équipe              | Domicile                                    | Extérieur                                   | Équipe                                      | Domicile                                    | Domicile                                    | Extérieur                                   | Extérieur                                   |
| Chicago             | 112-103                                     | 118-125                                     | Golden State                                | 107-119                                     | 90-109                                      | 98-113                                      | 114-126                                     |
| Cleveland           | 108-109                                     | 103-117                                     | L.A. Clippers                               | 104-99                                      | 89-105                                      | 124-115                                     | 98-117                                      |
| Detroit             | 131-133                                     | 129-107                                     | L.A. Lakers                                 | 92-117                                      | 125-116                                     | 141-137 (3OT)                               | 114-122                                     |
| Indiana             | 91-94                                       | 110-109                                     | Phoenix                                     | 104-109                                     | 124-127 (OT)                                | 110-107                                     | 116-109                                     |
| Milwaukee           | 126-135                                     | 127-133                                     |                                             |                                             |                                             |                                             |                                             |
|                     | 1-4                                         | 2-3                                         |                                             | 2-6                                         | 2-6                                         | 4-4                                         | 4-4                                         |
| Division            | 3-7                                         | 3-7                                         | Division                                    | 6-10                                        | 6-10                                        | 6-10                                        | 6-10                                        |
| Division Sud-Est    | Division Sud-Est                            | Division Sud-Est                            | Division Sud-Ouest                          | Division Sud-Ouest                          | Division Sud-Ouest                          | Division Sud-Ouest                          | Division Sud-Ouest                          |
| Équipe              | Domicile                                    | Extérieur                                   | Équipe                                      | Domicile                                    | Domicile                                    | Extérieur                                   | Extérieur                                   |
| Atlanta             | 102-108                                     | 104-121                                     | Dallas                                      | 95-94                                       | 96-112                                      | 99-105                                      | 113-114                                     |
| Charlotte           | 140-110                                     | 123-124                                     | Houston                                     | 126-114                                     | 112-118                                     | 121-118                                     | 122-117                                     |
| Miami               | 115-113                                     | 100-123                                     | Memphis                                     | 105-124                                     | 102-127                                     | 101-128                                     |                                             |
| Orlando             | 142-130                                     | 114-110 (OT)                                | New Orleans                                 | 112-99                                      | 109-123                                     | 113-109                                     | 95-125                                      |
| Washington          | 119-105                                     | 123-110                                     | San Antonio                                 | 121-114                                     |                                             | 117-136                                     | 115-112                                     |
|                     | 4-1                                         | 2-3                                         |                                             | 4-5                                         | 4-5                                         | 4-5                                         | 4-5                                         |
| Division            | 6-4                                         | 6-4                                         | Division                                    | 8-10                                        | 8-10                                        | 8-10                                        | 8-10                                        |
| Conférence          | 10-21 (Domicile : 6-10; Extérieur : 4-11)   | 10-21 (Domicile : 6-10; Extérieur : 4-11)   | Conférence                                  | 20-31 (Domicile : 10-15; Extérieur : 10-16) | 20-31 (Domicile : 10-15; Extérieur : 10-16) | 20-31 (Domicile : 10-15; Extérieur : 10-16) | 20-31 (Domicile : 10-15; Extérieur : 10-16) |
| Total               | 30-52 (Domicile : 16-25; Extérieur : 14-27) | 30-52 (Domicile : 16-25; Extérieur : 14-27) | 30-52 (Domicile : 16-25; Extérieur : 14-27) | 30-52 (Domicile : 16-25; Extérieur : 14-27) | 30-52 (Domicile : 16-25; Extérieur : 14-27) | 30-52 (Domicile : 16-25; Extérieur : 14-27) | 30-52 (Domicile : 16-25; Extérieur : 14-27) |

## Classements
| Conférence Ouest | Conférence Ouest                    | Conférence Ouest | Conférence Ouest | Conférence Ouest | Conférence Ouest | Conférence Ouest | Conférence Ouest |
| No               | Franchise                           | Vic.             | Def.             | MJ               | V/D              | GB               |                  |
| ---------------- | ----------------------------------- | ---------------- | ---------------- | ---------------- | ---------------- | ---------------- | ---------------- |
| 1                | z - Suns de Phoenix                 | 64               | 18               | 82               | .780             | –                |                  |
| 2                | y - Grizzlies de Memphis            | 56               | 26               | 82               | .683             | 8                |                  |
| 3                | x - Warriors de Golden State        | 53               | 29               | 82               | .646             | 11               |                  |
| 4                | x - Mavericks de Dallas             | 52               | 30               | 82               | .634             | 12               |                  |
| 5                | y - Jazz de l'Utah                  | 49               | 33               | 82               | .598             | 15               |                  |
| 6                | x - Nuggets de Denver               | 48               | 34               | 82               | .585             | 16               |                  |
|                  |                                     |                  |                  |                  |                  |                  |                  |
| 7                | x - Timberwolves du Minnesota       | 46               | 36               | 82               | .561             | 18               |                  |
| 8                | pi - Clippers de Los Angeles        | 42               | 40               | 82               | .512             | 22               |                  |
| 9                | x - Pelicans de La Nouvelle-Orléans | 36               | 46               | 82               | .439             | 28               |                  |
| 10               | pi - Spurs de San Antonio           | 34               | 48               | 82               | .415             | 30               |                  |
|                  |                                     |                  |                  |                  |                  |                  |                  |
| 11               | o - Lakers de Los Angeles           | 33               | 49               | 82               | .402             | 31               |                  |
| 12               | o - Kings de Sacramento             | 30               | 52               | 82               | .366             | 34               |                  |
| 13               | o - Trail Blazers de Portland       | 27               | 55               | 82               | .329             | 37               |                  |
| 14               | o - Thunder d'Oklahoma City         | 24               | 58               | 82               | .293             | 40               |                  |
| 15               | o - Rockets de Houston              | 20               | 62               | 82               | .244             | 44               |                  |

| Division Pacifique           | V  | D  | MJ | V/D  | GB | Dom   | Ext   | Div  |
| ---------------------------- | -- | -- | -- | ---- | -- | ----- | ----- | ---- |
| z - Suns de Phoenix          | 64 | 18 | 82 | .780 | –  | 32–9  | 32–9  | 10–6 |
| x - Warriors de Golden State | 53 | 29 | 82 | .646 | 11 | 31–10 | 22–19 | 12–4 |
| o - Clippers de Los Angeles  | 42 | 40 | 82 | .512 | 22 | 25–16 | 17–24 | 9–7  |
| o - Lakers de Los Angeles    | 33 | 49 | 82 | .402 | 31 | 21–20 | 12–29 | 3–13 |
| o - Kings de Sacramento      | 30 | 52 | 82 | .366 | 34 | 16–25 | 14–27 | 6–10 |